# Rhaphidophora dulongensis
Rhaphidophora dulongensis — вид квіткових рослин із родини Araceae, роду Rhaphidophora. Це ліана, рідним ареалом якої є Китай (Юньнань: Гуншань).

## Екологія
Населяє долинні ліси на висотах нижче 2500 метрів.

## Опис
Ліана. Стебло зелене, циліндричне, 1–2 метри, 2–3 см в діаметрі, міжвузля 5–25 мм. Листкова ніжка 41–49 × ≈ 1.5 см; листова пластинка блідо-зелена абаксіально (верх), зелена адаксіально, видовжено-яйцювата в контурі, ≈ 50 × 35 см, основа округла чи ± серцеподібна, перисто-розділена; пір'я по 6–9 з кожного боку. Початок сидяча, блідо-зелена, циліндрична, ≈ 10 × 1.8 см. Зав'язь чотиригранно-циліндрична або п'ятикутно-циліндрична, верхівка зрізана.